# Palazzo Amici
Palazzo Bassi é um palácio neorrenascentista localizado no número 337 do Corso Vittorio Emanuele II, no rione Ponte de Roma, entre a Via dell'Arco della Fontanella, a Via Paola e a Via dell'Arco dei Banchi.

## História e descrição
Este palácio foi construído em 1889 por Gaetano Koch para a família Amici. O edifício se apresenta em dois pisos e dois mezzaninos além do térreo, no qual se abrem três portais em arco separados por semicolunas, duas dos quais transformados em portas para comércio. Dos lados estão mais duas portas utilizadas para o mesmo fim. Acima dos três portais está uma varanda com uma balaustrada englobando três portas-janelas e sustentando por mísulas alternadas de tríglifos e gotas. Coroando a fachada está um beiral com dentículos.